# Качмар Володимир Михайлович (співак)
Володимир Михайлович Качма́р (нар. 18 березня 1893, Львів — пом. 1 грудня 1964, Краків) — український і польський співак (бас), театральний режисер, музично-театральний критик, педагог.

## Біографія
Народився 18 березня 1893 року у місті Львові (тепер Україна). 1912 року закінчив Львівський університет, де вивчав право. У 1913–1914 роках брав уроки співу у М. Росселя в Мілані. Під час Першої світової війни служив у збройних силах Австро-Угорщини. Працював урядником та приватно навчався співу у Львові у Зоф'ї Козловської.
З 1919 по 1920 рік співав на сцені Львівської опери. У 1923–1924 роках виступав на оперних сценах Італії (Рим, Мілан). У 1924—1925 роках — соліст театру «Ла Скала» в Мілані. З 1925 року виступав на оперних сценах Італії, Німеччини, Швейцарії, Австрії, Чехословаччини, Франції, Румунії, Югославії. З 1927 року (з перервою) виступав у Львові. Виступав також у Варшаві у 1930 році та Парижі у 1934 і 1937 роках. У 1938–1939 роках — соліст, режисер Львівської опери. З 1939 року на педагогічній роботі: у 1938—1941 та 1944—1946 роках — професор Львівської консерваторії, у 1946—1964 роках — Державної вищої музичної школи у Кракові. Серед учнів — І. Браун, Б. Янковський, В. Мальчевський, Г. Юровська.
Помер у Кракові 1 грудня 1964 року.

## Творчість
Виконував партії:
- Борис («Борис Годунов» Модеста Мусоргського);
- Стольник, Збігнев («Галька», «Страшний двір» Станіслава Монюшка);
- Рамфіс, Сільва («Аїда», «Ернані» Джузеппе Верді);
- Вотан («Валькірія» Ріхарда Ваґнера);
- Мефістофель («Фауст» Шарля Ґуно);
- Дон Базиліо («Севільський цирульник» Джоаккіно Россіні);
- Кардинал («Жидівка» Фроманталя Галеві);
- Міраколо («Казки Гофмана» Жака Оффенбаха).

Виступав в українських концертах, зокрема на Шевченківченківських вечорах у 1911, 1920 та 1929 роках; на ювілейному вечорі Маркіяна Шашкевича у 1911 році.
1934 року записав на грамплатівках українські пісні «Реве та стогне Дніпр широкий», «Стоїть явір над водою».